# انجمن ورزشی آماتور واتیکان
انجمن ورزشی آماتور واتیکان (ایتالیایی: Associazione Sportiva Dilettantistica "Sport in Vaticano") یک انجمن ورزشی ایتالیایی است که در شهر واتیکان مشغول به فعالیت است. این انجمن در کشور ایتالیا مستقر است و دفتر اجرایی آن در نزدیکی پارک «سن داماسو» واقع در واتیکان قرار دارد. رئیس کنونی انجمن، دومنیکو روگیرو است.

## تاریخ
انجمن در سال ۱۹۷۲ توسط دکتر سرجیو والچی، یکی از کارکنان واتیکان، تأسیس شد. او تا زمان فوتش در سال ۲۰۱۲ رئیس انجمن بود. مراسم عشای ربانی برای تمام اعضای انجمن در نزدیکی قبر سنت پیتر واقع در زیر کلیسای سنت پیتر برگزار شده است.
در ماه مه ۲۰۲۳، انجمن جشن پنجاهمین سالگرد خود را با حضور شخصیت‌های برجسته، از جمله کاردینال ماورو گامبتی برگزار کرد. در این جشن، موضوعات مختلفی از جمله امکان پیوستن انجمن به یوفا مورد بحث قرار گرفت. فاش شد که پاپ فرانسیس با رئیس یوفا الکساندر چفرین در مورد این امکان گفتگو کرده است. این اتفاق زمانی افتاده است که چفرین پیش از فینال یورو ۲۰۲۰ به دیدار پاپ آمده بود. با این حال برخی از اعضای این انجمن تمایلی به عضویت ورزش‌های تحت پوشش این انجمن در فدراسیون‌های جهانی را ندارند و عضویت تیم‌های ملی واتیکان را در این فدراسیون‌ها مخالف با آرمان‌های انجمن می‌دانند.

## ورزش‌ها
انجمن ورزشی آماتور واتیکان در حال حاضر در زمینه فوتبال فعالیت کامل دارد و به برگزاری و تحت پوشش قرار دادن سایر ورزش‌ها نیز علاقه‌مند است.

### فوتبال
شهر واتیکان یکی از هشت کشور مستقل و رسمی است که تیم ملی فوتبال آن عضو فیفا نیست. کشورهای دیگری که چنین وضعیتی دارند شامل موناکو، تووالو، کیریباتی، ایالات فدرال میکرونزی، ناورو، جزایر مارشال و پالائو هستند. با این حال، واتیکان از سال ۱۹۹۴ تیم ملی فوتبال مردان خود را داشته است و از سال ۲۰۱۹ تیم ملی فوتبال زنان نیز دارد.
در سال ۲۰۰۶، سخنگوی یوفا، ویلیام گیلارد، به رسانه‌ها گفت که دلیلی نمی‌بیند که واتیکان نتواند تیم ملی خود را در مسابقات بین‌المللی داشته باشد. او اظهار داشت: «ما قبلاً کشورهایی با جمعیت‌های ۳۰٬۰۰۰ شهروندی مانند سن‌مارینو، لیختن‌اشتاین و آندورا داشته‌ایم. اگر واتیکان بخواهد عضو یوفا شود، تنها کافی است که درخواست رسمی عضویت بدهد. اگر شرایط را برآورده کند، پذیرفته خواهد شد و عضو یوفا خواهد شد.»
در آن زمان، کاردینال تارسیزیو برتونه بر این نکته تأکید کرد که آینده فوتبال واتیکان تنها در مسابقات آماتوری خواهد بود و امیدی به پیشرفت زیاد این حرفه در واتیکان نیست. در ماه مه ۲۰۱۴، دومنیکو روگیرو، رئیس انجمن ملی فوتبال، گفت: «ترجیح می‌دهم آماتور بمانم… پیوستن به فیفا در آن سطح، مانند یک تجارت خواهد بود» او افزود: «پیام مهم دوستی و عشق از طریق ورزش نمایش داده می‌شود؛ ورزش واقعی، نه تجارتی که این روزها در فوتبال جهان وجود دارد… مهم نیست که یک مسابقه را ببرید؛ مهم این است که چگونه خود را برای جهانیان به نمایش بگذارید.» در ادامه، او اضافه کرد که «روحیات تیم فوتبال واتیکان با عضویت در فیفا سازگار نیست.»
علاوه بر سازماندهی تیم‌های ملی، این انجمن مسابقات قهرمانی واتیکان، کاپ سرجیو والچی، و سوپرکاپا واتیکان را نیز سازماندهی می‌کند و هر ساله این مسابقات را برگزار می‌کند.